# Sint-Franciscus van Assisiëkerk (Heerlen)
De Sint-Franciscus van Assisiëkerk is een kerkgebouw in Heerlen in de Nederlandse provincie Limburg. Het gebouw staat aan het kruispunt van de Looierstraat, Laanderstraat en Schakelweg aan de westkant van het stadscentrum.
Het kerkgebouw is een rijksmonument, de pastorie ernaast echter niet.
De kerk is opgedragen aan Franciscus van Assisi.

## Geschiedenis
In 1923 werd de kerk gebouwd naar het ontwerp van de Rotterdamse architect Piet Buskens. Naast de kerk werd er een klooster gebouwd dat later dienst is gaan doen als pastorie. De kerk en het klooster, verbonden via een kloostergang, stonden op grond die door de Lotharingse familie De Wendel geschonken werd. Zij waren de eigenaars van de Oranje-Nassaumijnen. François de Wendel schonk ook een monstrans, het familiewapen is vastgelegd in de nok van het oksaal van de kerk.
In 1948 werd er tegen de noordgevel van de kerk een Heilig Hartkapel gebouwd ter ere van het 25-jarig bestaan van de kerk.
Sinds 1965 is de ruimte aan de westzijde van de apsis in gebruik als dagkapel.
In 1982 werd de dagkapel gerestaureerd.
In 2023 zijn er plannen om de kerk aan de eredienst te onttrekken. Na verkoop wordt er mogelijk een zwembad in gebouwd.

## Opbouw
Het bakstenen niet-georiënteerde kerkgebouw is opgetrokken met invloeden van expressionisme en neogotiek. Het heeft een hoofdzakelijk rechthoekige plattegrond onder een zadeldak, met aan de noordzijde het portaal onder een zadeldak met verlaagde noklijn en drie toegangsdeuren onder drie spitsbogen, en een koor onder een zadeldak met verlaagde noklijn. Het driebeukige schip heeft zes traveeën in basilicale opstand met steunberen en spitsboogvensters. De kerk heeft geen kerktoren maar wel midden op het schip een dakruiter. 
De kruiswegstaties zijn van de hand van Charles Eyck, het beeldhouwwerk van Charles Vos en de glas-in-loodramen van Henk Asperslagh.
De in 1924 gebouwde O.L.V ten Hemelopnemingskerk in Voorburg heeft een vrijwel identieke opbouw.